# Verrucomicrobiales
Ordre
Les Verrucomicrobiales sont un ordre de bactéries à Gram négatif de la classe des Verrucomicrobiaceae. Son nom provient de Verrucomicrobium qui est le genre type de cet ordre.

## Liste de familles
Selon la LPSN (3 décembre 2022) :
- Akkermansiaceae Hedlund & Derrien 2012
- Rubritaleaceae Hedlund 2012
- Verrucomicrobiaceae Ward-Rainey et al. 1996